# Phocine distemper virus
Phocine distemper virus (PDV) es un virus ARN de la familia paramyxoviridae, género morbillivirus. Causa enfermedad en las focas con alta mortalidad. La primera identificación fue realizada en el año 1988, tras provocar una epidemia que ocasionó la muerte de 18000 ejemplares de foca común (Phoca vitulina) y 300 de foca gris (Halichoerus grypus) en las costas del norte de Europa.